# Klöverträsk
Klöverträsk is een stadje (tätort) binnen de Zweedse gemeente Luleå. Het stadje is gesticht in 1832. Het ligt op de grens met de gemeente Piteå. Het is gelegen aan de voet van de Klöverberg, een heuvel van ongeveer 60 meter hoogte, en aan het meer Klöverträsket. De Rosån stroomt door het dorp.

## Verkeer en vervoer
Bij de plaats loopt de Riksväg 94.
Bestuurscentrum: Luleå (Tätort)
Tätort: Alvik · Antnäs · Bälinge · Bensbyn · Bergnäset · Brändön · Ersnäs · Gammelstad · Jämtön · Kallax · Karlsvik · Klöverträsk · Måttsund · Persön · Råneå · Rutvik · Södra Sunderbyn
Småort: Ale · Ängesbyn · Avan · Björknäs en Harrviken · Björsbyn · Böle · Börjelslandet · Brännan · Bränslan · Fällträsk · Gäddvik · Hagaviken · Midbyn · Mörön · Niemisel · Norra Gäddvik · Örarna · Reveln · Smedsbyn · Södra Prästholm · Sundom · Vitå
Overig: Alhamn · Skäret · Niemiholm